# Terremoto di Carlentini del 1990
Il terremoto di Carlentini del 1990, o terremoto di Augusta, fu un evento sismico che si verificò alle ore 01:24 del 13 dicembre 1990 interessando un'ampia area della Sicilia sud-orientale
, approssimativamente quella del Val di Noto. È anche noto come terremoto di Santa Lucia poiché si verificò in occasione della festività della patrona di Siracusa, Santa Lucia, che si celebra il 13 dicembre. Colpì maggiormente aree abitate in provincia di Siracusa, Catania e Ragusa.

## Descrizione
Il sisma fu stimato di VIII-VII grado della scala Mercalli e la magnitudo momento di 5,68, con una durata di circa 45 secondi, cui seguirono ulteriori cinque scosse più lievi alle ore 1:33, 1:36, 1:50, 1:53 e 7:36. Un'ulteriore forte scossa avvenne il pomeriggio di domenica 16 dicembre 1990. L'epicentro venne stimato inizialmente nel golfo di Noto con distruzioni riferite all'area di Carlentini; nei giorni successivi si evidenziò chiaramente la carenza di informazioni e di provvedimenti di protezione civile e le indagini successive dell'Istituto Nazionale di Geofisica, indicarono come epicentro l'area di Augusta, tra la stazione di Brucoli e l'estrema periferia nord-est della città e il territorio colpito si rivelò molto più ampio, fino a interessare tre province della Sicilia.
Il sisma danneggiò anche le comunicazioni ferroviarie che furono interrotte sulla Catania-Siracusa e sulla Catania-Caltagirone: rimasero fortemente lesionati gli edifici delle stazioni di Brucoli, che dovette essere abbattuta, e di Scordia, che riportò lesioni strutturali importanti; altri edifici ferroviari furono solo danneggiati. Ebbero danni edifici pubblici in varie località, tra cui a Mineo, l'Ospedale, a Scordia, il Municipio e a Calatabiano un ponte stradale.
L'area della Sicilia orientale interessata era stata già colpita nei secoli precedenti da catastrofici eventi sismici (in particolare quello apocalittico del 1693).

## Le aree colpite

Edifici danneggiati dal terremoto a Carlentini

I primi dati diffusi dall'ufficio del prefetto Gomez y Paloma, commissario coordinatore del Dipartimento della Protezione civile, al tempo dipendente dal Ministro per il coordinamento della protezione civile Vito Lattanzio, indicavano i centri abitati con più edifici inagibili Augusta, Canicattini Bagni, Carlentini, Francofonte, Lentini, Siracusa, in provincia di Siracusa, e Catania, Scordia e Militello in provincia di Catania. Le vittime furono tutte a Carlentini dove, in seguito al totale crollo di tre palazzine persero la vita 12 persone; altre sei morirono per la paura, quelle ferite furono varie centinaia, delle quali circa 200 ricoverate negli ospedali. I maggiori danni agli edifici furono registrati ad Augusta, paradossalmente nelle costruzioni più recenti. 
Nel complesso furono 41 i comuni delle province di Siracusa, di Catania e di Ragusa che riportarono danneggiamenti più o meno consistenti. Il terremoto coinvolse anche parte del patrimonio edilizio storico-artistico del Val di Noto. 
Secondo dati ufficiali del 3 gennaio 1991, gli edifici inagibili assommavano a 6 103 così ripartiti: 5 133 in provincia di Siracusa, 929 in provincia di Catania e 41 in provincia di Ragusa. I senzatetto complessivi erano stati censiti in 13 217, così ripartiti: 11 835 in provincia di Siracusa, 1 310 in quella di Catania e 72 in quella di Ragusa.
L'elenco ufficiale dei comuni colpiti dal sisma venne inserito nel decreto del presidente del Consiglio dei ministri del 15 gennaio 1991, pubblicato sulla Gazzetta Ufficiale della Repubblica Italiana .

## Operazioni di soccorso
Nell'area si era svolta poco tempo prima una esercitazione che simulava un terremoto di massimo grado, con 500 vittime su un'area di circa 40 km².
La macchina dei soccorsi si mosse tuttavia con difficoltà e lentezza esasperante. Il sostituto procuratore della Repubblica di Siracusa avviò alcuni giorni dopo il sisma un'indagine conoscitiva per appurare se i soccorsi fossero stati tempestivi la notte del 13 dicembre.
Per far fronte all'emergenza abitativa, nell'area delle dismesse saline di Augusta, vennero installati dei container per 7 000 senzatetto. 
La Croce Rossa istituì tre nuovi campi di assistenza a Scordia, Militello e Palagonia in seguito ai nuovi danni alle abitazioni aggiuntisi dopo le scosse del 16 dicembre.

## Prospetto delle aree maggiormente danneggiate dal sisma
| Grado Mercalli | Comuni interessati |
| -------------- | --- |
| VIII           | Augusta, area nord |
| VII            | Augusta città, stazione di Brucoli e abitato frazione; Carlentini |
| VII-VI         | Augusta area sud, Brucoli, Melilli, Siracusa, Priolo Gargallo, Lentini e Scordia (CT)                                                                                  |
| VI             | Augusta Paradiso, Augusta Monte Tauro, Villasmundo, Cassaro, Francofonte, Floridia, Solarino, Sortino, Palagonia, Vizzini, Militello in Val di Catania e Valverde (CT) |
| VI-V           | Danneggiamenti in altre 46 località secondo ING |

## Prospetto dei danni e dei senzatetto per comune (Fonte: Dip. Protezione civile)[2]
| Comune              | Edifici inagibili | Senzatetto |
| ------------------- | ----------------- | ---------- |
| Augusta             | 1511              | 4700       |
| Avola               | 151               | 148        |
| Buccheri            | 4                 | -          |
| Buscemi             | 3                 | 5          |
| Canicattini Bagni   | 5                 | 10         |
| Carlentini          | 1595              | 1701       |
| Cassaro             | 4                 | -          |
| Ferla               | 11                | -          |
| Floridia            | 11                | 17         |
| Francofonte         | 143               | 488        |
| Lentini             | 579               | 2200       |
| Melilli             | 509               | 1500       |
| Noto                | 180               | 289        |
| Pachino             | 24                | 69         |
| Priolo Gargallo     | 26                | 79         |
| Rosolini            | 7                 | 10         |
| Siracusa            | 309               | 573        |
| Solarino            | 2                 | 5          |
| Sortino             | 59                | 42         |
| Aci Catena          | 12                | 16         |
| Caltagirone         | 19                | 65         |
| Catania             | 473               | 355        |
| Grammichele         | 7                 | 8          |
| Licodia Eubea       | 4                 | 5          |
| Maletto             | 1                 | -          |
| Militello           | 129               | 328        |
| Mineo               | 22                | 52         |
| Motta S. Anastasia  | 8                 | -          |
| Palagonia           | 58                | 120        |
| Ramacca             | 13                | 22         |
| Scordia             | 134               | 250        |
| S.Giovanni La Punta | 1                 | 3          |
| Santa Venerina      | 1                 | -          |
| Tremestieri Etneo   | 2                 | 5          |
| Vizzini             | 45                | 81         |